# Belleville (Deux-Sèvres)
Belleville is een voormalige gemeente in het Franse departement Deux-Sèvres (regio Nouvelle-Aquitaine) en telt 116 inwoners (2009). De plaats maakt sinds 1 januari 2018 deel uit van de nieuwe gemeente Plaine-d'Argenson in het arrondissement Niort.

## Geografie
De oppervlakte van Belleville bedraagt 11,7 km², de bevolkingsdichtheid is dus 9,9 inwoners per km².
De onderstaande kaart toont de ligging van Belleville (Deux-Sèvres) met de belangrijkste infrastructuur en aangrenzende gemeenten.

## Demografie
Onderstaande figuur toont het verloop van het inwonertal.
Belleville · Boisserolles · La Charrière · La Clavelière · La Cigogne (Grande & Petite) - Prissé · Saint-Étienne